# Anamera alboguttata
Anamera alboguttata là một loài bọ cánh cứng trong họ Cerambycidae.